# Ruppiàcies
Ruppiàcia, Ruppiàcies o Ruppiaceae és una família de plantes amb flors. Aquesta família ha estat reconeguda per pocs taxonomistes botànics però entre ells hi ha el sistema de classificació APG II
La família té un únic gènere: Ruppia. Formen un grup monofilètic les famílies Cymodoceaceae, Posidoniaceae i Ruppiaceae..